# Trypetocoris rudis
Trypetocoris rudis är en insektsart som beskrevs av Woodward 1953. Trypetocoris rudis ingår i släktet Trypetocoris och familjen Rhyparochromidae. Inga underarter finns listade i Catalogue of Life.